# Оле Авеи
Оле Авеи (енгл. Ole Avei; 13. јун 1983) професионални је рагбиста и репрезентативац Самое, који тренутно игра за Бордо Биглс.

## Биографија
Висок 178 cm, тежак 114 kg, Авеи је пре Бордоа играо за Санибенк, Ист Коаст Ексес, Ваикато, Редс и Чифс. Прошао је кроз млађе селекције Аустралије, а за сениорску репрезентацију Самое је до сада одиграо 24 тест мечева.